# Murdannia zeylanica
Murdannia zeylanica är en himmelsblomsväxtart som först beskrevs av Charles Baron Clarke, och fick sitt nu gällande namn av Gerhard Brückner. Murdannia zeylanica ingår i släktet Murdannia och familjen himmelsblomsväxter. Inga underarter finns listade.